# Elizabeth Sankey
Elizabeth Sankey é uma cineasta e musicista britânica, mais conhecida pelo seu filme Romantic Comedy e por tocar na banda de indie pop Summer Camp.

## Carreira
Como parte do Summer Camp, lançou quatro álbuns e a trilha sonora do filme Beyond Clueless.

### Filmes
Seu primeiro longa-metragem, Romantic Comedy, estreou no South By Southwest e foi distribuído no Reino Unido pela MUBI. O filme é composto por trechos de centenas de produções preexistentes, com narração de Sankey explorando a história do gênero, intercalada com entrevistas de outras colaboradoras, incluindo Jessica Barden, Charlie Lyne e Laura Snapes.
Em 2024, escreveu e dirigiu o filme Witches.